# (5567) Durisen
(5567) Durisen es un asteroide perteneciente al cinturón de asteroides descubierto el 21 de marzo de 1953 por el equipo de la Universidad de Indiana desde el Observatorio Goethe Link, Brooklyn (Estados Unidos).

## Designación y nombre
Designado provisionalmente como 1953 FK1. Fue nombrado Durisen en honor a Richard H. Durisen, que en la facultad de la Universidad de Indiana, ha aplicado simulaciones dinámicas a la formación de estrellas y planetas, la estructura y la estabilidad de los discos astrofísicos y los sistemas de anillos planetarios, y ha utilizado técnicas de hidrodinámica numérica para estudiar inestabilidades gravitacionales, en discos alrededor de estrellas jóvenes.

## Características orbitales
Durisen está situado a una distancia media del Sol de 2,939 ua, pudiendo alejarse hasta 3,587 ua y acercarse hasta 2,291 ua. Su excentricidad es 0,220 y la inclinación orbital 16,16 grados. Emplea 1841,17 días en completar una órbita alrededor del Sol.

## Características físicas
La magnitud absoluta de Durisen es 11,4. Tiene 36,475 km de diámetro y su albedo se estima en 0,046. 